# Müller (магазин)
Müller Ltd. & Co. KG (або просто Müller) — німецька мережа аптек (дрогері) зі штаб-квартирою в Ульмі. Компанія має близько 4 млрд євро, понад 800 магазинів і приблизно 35 000 співробітників. З 2004 по 2019 рік компанія була зареєстрована в Лондоні, а з 2019 року зареєстрована в столиці Ліхтенштейна, Вадуці.

## Müller в Європі
Станом на жовтень 2017, Müller мав 814 магазинів у 6-х країнах Європи.
| Країна    | Кількість магазинів |
| --------- | ------------------- |
| Австрія   | 76                  |
| Хорватія  | 85                  |
| Німеччина | 534                 |
| Угорщина  | 36                  |
| Словенія  | 17                  |
| Швейцарія | 53                  |

## Продукти
На відміну від конкуруючих мереж, таких як dm-drogerie markt, Müller здебільшого продає продукцію безпосередньо з внутрішнього ринку Німеччини у всіх країнах, де вона працює. Через це багато хорватів ходять до Müller за косметикою, миючими засобами та, найвідомішим, Nutella, оскільки та, що пропонується в інших магазинах, нижчої якості.